# Estefany Rivero
María Estefany Rivero Giesse (Trinidad, Bolivia; 26 de diciembre de 1996) es una arquitecta, decoradora de interiores, modelo y ganadora de un concurso de belleza boliviana que fue coronada Miss Bolivia 2023. Representó a Bolivia en el Miss Universo 2023

## Biografía
Estefany Rivero nació en Trinidad, Beni, Bolivia en 1996. Es arquitecta y decoradora de interiores.

## Trayectoria

### Miss Bolivia 2023
Participó en el Miss Bolivia 2023 representando a Miss Beni, luego del concurso fue coronada Miss Bolivia 2023. Representó a Bolivia en el Miss Universo 2023 a realizarse en El Salvador.